# 調教咖啡廳
《調教咖啡廳》是日本漫畫家中山幸的四格漫畫作品，於芳文社雜誌《Manga Time Kirara Carat》2013年10月號至11月號客串連載。
2014年3月號至2022年6月號
正式连载，單行本全8冊。2016年12月27日在《Manga Time Kirara Carat》宣佈推出電視動畫，2017年10月7日起於東京都會電視台、AT-X、日本BS放送等電視台播出。

## 故事簡介
以咖啡廳「Stile」為舞台，講述店員之間的交流。新人店員莓香來到了有著傲嬌、妹系等各種「屬性」的Stile，而且被店長指派的是「虐待狂」的S屬性？努力工作的同時，剛好來的客人M屬性很多，意外地讓「虐待狂」才能漸漸開花……充滿歡樂的打工由此展開！

## 登場角色

### 咖啡廳「STILE」

#### 侍應
櫻之宮莓香（聲：和氣杏未（日本）；林美秀（台灣））
黑色（動畫中偏紫色）長髮，平时会梳成双长辫，因為髮絲很細，所以常常受靜電影響而打結。性格認真且禮貌，做事雖然很努力，不過也因為笨拙而常失敗。抖S角色擔當。
雖然本人沒有惡意，但經常因為不擅長與人交流而感到尷尬，一旦認真，緊張時眼神會變可怕，又天然地說了一些抖S的話容易導致他人誤解，莓香對此也感到煩惱。但是，提諾對包含這樣的性格一見鍾情，因此邀請她來STILE擔任抖S角色。
生活在充滿和服、和食的日本傳統風格的家庭環境（家庭小康），反而對和式感到厭煩。5歲時見到父親邀請的外國人來家裡而迷上了外國，以憧憬的海外留學為目標打工著。
本人有腹黑兼女王傾向，不過本人毫無自覺。雖然是幺妹，但是其家中的權勢似乎超越兄姊。
第八卷結局與提諾一同去義大利工作。
日向夏帆（聲：鬼頭明里）
金髮雙馬尾，巨乳。傲嬌角色擔當，STILE的大堂負責人之一，也是STILE最受歡迎的女服務生。
愛好是精通電子遊戲，所有種類都非常擅長，但是經常因為在電子遊樂場看到高難度的遊戲，不自覺地想去挑戰導致錢都花光而苦惱着。另外，因為沉迷遊戲，在現實中朋友很少。學習非常差勁，測驗經常不及格，因此麻冬常常幫助夏帆溫習功課。
與秋月紅葉同一時期到STILE打工，會以某種方式關心對方的存在。原來的擔當角色並不是傲嬌，但在看到紅葉的真傲嬌性格後，便決定努力擔當此角色直到現在。
星川麻冬（聲：春野杏）
茶色短髮。妹妹角色擔當。雖然是大學生，但屬於矮小且平胸的幼女體型，有個比自己高的弟弟。夢想成為小學老師或幼稚園褓姆。
經常教訓偷懶的提諾。平時面無表情且安靜，工作時會暗示自己變得開朗和孩子氣，很受小孩子的喜愛，在小孩子稱呼她「姐姐」時會感到非常開心。非常喜愛兒童電視節目，每周都會觀看。雖然很孩子氣但常常以自己已經成年做為聲明。
手工靈巧，會把自製的小物品送給顧客。在後期開始與STILE的一名叫「伊藤（聲：武內駿輔）」的高個子男性熟客以朋友關係保持聯絡。
天野美雨（聲：種崎敦美）
粉紅色雙麻花辮髮型。姐姐角色擔當。筆名「花園文件」，同人創作社團的主催者，以創作包含百合、BL、NL題材的十八禁作品為主。平時有戴眼鏡。自稱是神崎日照的粉絲。
起初在STILE遺失了自己的作品，之後找回後覺得STILE眾人的特色很適合作為創作素材積累而選擇在STILE打工，平時也會忙於同人創作趕稿而請假。喜歡觀察人群，覺得莓香與提諾的關係很有「萌系」要素，便仿照兩人繪畫出同人誌。
神崎日照（聲：德井青空）
白色長髮，偽娘。偶像角色擔當。農家出身，卻十分厭惡農村生活生活，在店外看到張貼的廣告後為能夠讓將自己可愛的一面獲得世人的認同而加入STILE，夢想是成為可愛偶像的偽娘店員，身著自己修改的制服。對自己的可愛外貌非常有信心。雖然性格有些傲慢，說話刻薄，但也有男子氣概的一面。

#### 廚房
提諾（Dino，聲：前野智昭）
義大利出身，金髮。店長兼廚房人员。一位非常喜歡美少女動畫與人物的御宅族，其在咖啡廳二樓的住所裡經常填滿如人形模型等各種各樣的御宅商品，經常看深夜動畫而第二天太累在工作上打瞌睡，也因此常常被星川麻冬收拾。有著一興奮就會流鼻血的體質。
偶然在火車站見到莓香一見鍾情，之後莓香經過STILE咖啡廳時再次見到後發現其滿足作為「抖S」的條件而招聘其加入，一涉及到莓香的事就會得意忘形或者興奮到流鼻血，一旦被莓香抖S時，都會露出「抖M」的體質。雖說是店長卻經常不被尊重。
因為很少認真工作而被秋月抱怨過。
秋月紅葉（聲：鈴木達央）
髮色是草色。三白眼。廚房人员，STILE咖啡廳的大堂負責人之一。因抱有「更容易獲得廚師執照」的理由而與日向夏帆同一時期到STILE咖啡廳打工。由於店長提諾相當偷懶，廚房工作一直由他負責，因為這樣抱怨且和服務生一起提出增加人手的機會，但最終還是沒有脫離廚師工作。和夏帆是同期員工，倆人亦有著共同的興趣，會以某種方式關心對方的存在。
百合愛好者，喜歡觀察女性顧客，對女孩子之間的互動完全沒有抵抗力，覺得很神秘並且充滿可能性，希望店鋪能多些女性顧客，但是自己對現實中的女性交談時則膽小且沒耐心。天生具備傲嬌屬性。雖然是男性員工而平時也沒有接客，但似乎也有著少量的粉絲。

### 「STILE」的親屬

#### 櫻之宮家
櫻之宮愛香（聲：松嵜麗）
莓香的姐姐。頭髮也是黑色長髮，平時也是大和撫子的打扮。知道莓香的眼神問題，也感到十分擔心。誤認爲提諾是苺香的男朋友。
櫻之宮香一（聲：佐藤信希）
莓香的哥哥。頭髮呈中分直劉海狀，穿著和服。與櫻之宮愛香一樣擔心莓香的眼神问题。三兄弟姐妹都具備「抖S」體質。
莓香的父親（聲：立木文彦）

莓香的母親（聲：加隈亞衣））

#### 星川家
星川冬樹（聲：千本木彩花）
麻冬的弟弟。想要動物系列叢書，但是一整套太貴了所以即使生日也不敢講。

#### 日向家
日向夏帆之母（聲：能登麻美子）

### 其他
掌櫃（聲：鈴木達央）
咖啡廳贍養的一隻雄性哈士奇混種狗，氣質與眼神酷似莓香。原本被遺棄在街角，但被莓香撿起帶到咖啡廳，由於莓香的哥哥和姐姐都害怕狗，其他人也因各種理由拒絕贍養「掌櫃」，最後衆人提議在找到正式領養人之前由提諾暫時負責贍養，也因此莓香將這隻狗起名為「Owner（掌櫃）」。
瑞絲（聲：小倉唯）
劇中劇《魔法少女芙莉露》的主人公。用偶然獲得的魔法與邪惡對抗，有時會因為某些原因陷入黑化狀態。在本篇中被麻冬作爲調教莓香「抖S」性格時使用的教材。
風間彩人
目前只有在漫畫中登場。麻冬的朋友，因為秋月腳受傷而請的臨時廚師。
風間隼人
彩人的弟弟。曾因為擔心姐姐而去到咖啡廳。

## 出版書籍

### 漫畫
| 冊數 | 芳文社         | 芳文社                 | 尖端出版       | 尖端出版               |
| 冊數 | 發售日期       | ISBN                   | 發售日期       | ISBN                   |
| ---- | -------------- | ---------------------- | -------------- | ---------------------- |
| 1    | 2015年1月27日  | ISBN 978-4-8322-4520-4 | 2015年11月18日 | ISBN 978-957-10-6303-4 |
| 2    | 2016年2月27日  | ISBN 978-4-8322-4667-6 | 2016年8月3日   | ISBN 978-957-10-6791-9 |
| 3    | 2017年1月27日  | ISBN 978-4-8322-4798-7 | 2017年9月11日  | ISBN 978-957-10-7710-9 |
| 4    | 2017年10月27日 | ISBN 978-4-8322-4885-4 | 2018年2月6日   | ISBN 978-957-10-7972-1 |
| 5    | 2019年1月25日  | ISBN 978-4-8322-7062-6 | 2020年5月13日  | ISBN 978-957-10-8906-5 |
| 6    | 2020年3月27日  | ISBN 978-4-8322-7179-1 | 2021年1月15日  | ISBN 978-957-10-9302-4 |
| 7    | 2021年3月26日  | ISBN 978-4-8322-7264-4 | 2023年2月3日   | ISBN 978-626-35-6019-2 |
| 8    | 2022年5月26日  | ISBN 978-4-8322-7368-9 | 2023年2月3日   | ISBN 978-626-35-6020-8 |

### 關聯書籍
《Souvenir「調教咖啡廳」Fanbook與漫畫選集》（日语：『Souvenir「ブレンド・S」ファンブック&アンソロジーコミック』），包含單行本未收錄插圖、作者訪談以及致敬插圖與漫畫。
| 芳文社         | 芳文社                 |
| 發售日期       | JAN                    |
| -------------- | ---------------------- |
| 2017年11月27日 | ISBN 978-4-8322-4899-1 |

## 電視動畫
2016年12月27日在《Manga Time Kirara Carat》2017年2月號發表了動畫化的消息。于2017年10月播放。

### 製作人員
- 原作：《調教咖啡廳》中山幸（芳文社《Manga Time Kirara Carat》連載）[8]
- 導演：益山亮司[8]
- 劇本統籌：雜破業[8]
- 角色設計：奧田陽介[8]
- 道具設計：豬口美緒、油谷陽介[8]
- 色彩設計：森田真由[8]
- 美術監督：加藤惠[8]
- 美術設定：青木薰[8]
- 攝影監督：青島俊明[8]
- CG總監：佐藤香織
- 剪辑：三嶋章紀
- 音響監督：長崎行男（日语：長崎行男）[8]
- 音樂：菊谷知樹[8]
- 音樂製作：Aniplex
- 音樂製作人：山内真治
- 製作人：丹羽将己、小林宏之、小助川典子、土倉康平、尾上太基、櫻井宣貴、鶴田紀章
- 動畫製作人：清田穣二
- 動畫製作：A-1 Pictures[8]
- 製作：調教咖啡廳製作委員會（Aniplex、芳文社、木下集團控股（日语：木下グループ）、Drecom（日语：ドリコム）、關西電視台、Contents Seed（日语：コンテンツシード）、羅森）

### 主題曲
片頭曲
（第1－11話）
填詞：，作曲、編曲：y0c1e，主唱：Blend·A（和氣杏未、鬼頭明里、春野杏）
「 -All staff ver.-」（第12話）
填詞：，作曲、編曲：y0c1e
主唱：櫻之宮苺香（和氣杏未）、日向夏帆（鬼頭明里）、星川麻冬（春野杏）、天野美雨（種崎敦美）、神崎日照（德井青空）、提諾（前野智昭）、秋月紅葉（鈴木達央）、掌櫃（鈴木達央）
片尾曲
（第1－11話）
填詞：，作曲、編曲：山田高弘，主唱：Blend·A（和氣杏未、鬼頭明里、春野杏）
插入曲
（第6話）
填詞：，作曲、編曲：Motokiyo，主唱：日向夏帆（鬼頭明里）
（第12話）
填詞：，作曲、編曲：千葉"naotyu-"直樹，主唱：神崎日照（德井青空）

### 各話列表
| 話數   | 日文標題 | 中文標題               | 劇本     | 分鏡       | 演出                       | 作畫監督                                                                                                  | 總作畫監督                   | 標題文字撰寫 |
| ------ | -------- | ---------------------- | -------- | ---------- | -------------------------- | --- | ---------------------------- | ------------ |
| 第1話  |          | 第一次的抖S            | 雜破業   | 益山亮司   | 益山亮司                   | 佐佐木貴宏                                                                                                | 奧田陽介                     | 和氣杏未     |
| 第2話  |          | 無仁義的甜品           | 雜破業   | 益山亮司   | 河原龍太                   | 豬口美緒                                                                                                  | 奧田陽介                     | 和氣杏未     |
| 第3話  |          | 約會後18禁             | 雜破業   | 黑柳利充   | 黑柳利充                   | 波部崇 | 佐佐木貴宏                   | 前野智昭     |
| 第4話  |          | 後輩是大姐姐（健全）   | 雜破業   | 河野亞矢子 | 京極尚彥                   | 福世真奈美、田村里美                                                                                      | 豬口美緒                     | 種崎敦美     |
| 第5話  |          | 雨後感冒               | 森町彌子 | 篠原正寬   | 篠原正寬                   | 油谷陽介、前田學史                                                                                        | 奧田陽介                     | 鬼頭明里     |
| 第6話  |          | 水邊逸事（已成人）     | 雜破業   | 河合滋樹   | 河合滋樹                   | 杉生祐一、本村晃一                                                                                        | 佐佐木貴宏                   | 春野杏       |
| 第7話  |          | 香蕉草莓，忙死人       | 雜破業   | 橫山和基   | 橫山和基                   | 小林真平、本多美雪                                                                                        | 豬口美緒                     | 鈴木達央     |
| 第8話  |          | 偶像屬性加成           | 雜破業   | 益山亮司   | 河原龍太                   | 波部崇、田村里美                                                                                          | 奧田陽介                     | 德井青空     |
| 第9話  |          | 掌櫃赴任，姐姐來襲     | 森町彌子 | 松本顯吾   | 松本顯吾                   | 飯田遙、稻田正輝 波部崇、前田學史 油谷陽介                                                                | 佐佐木貴宏                   | 前野智昭     |
| 第10話 |          | 我來教你♡              | 雜破業   | 河合滋樹   | 河合滋樹                   | 田村里美、福世真奈美 本多美雪、波部崇 前田學史                                                            | 豬口美緒                     | 春野杏       |
| 第11話 |          | 傲嬌一級棒，壁咚三腳貓 | 雜破業   | 黑柳利充   | 黑柳利充                   | 本村晃一、杉生祐一                                                                                        | 奧田陽介                     | 鬼頭明里     |
| 第12話 |          | 最喜歡了！             | 雜破業   | 益山亮司   | 益山亮司 河合滋樹 松本顯吾 | 佐佐木貴宏、豬口美緒 松本顯吾、本村晃一 杉生祐一、福世真奈美 本多美雪、波部崇 前田學史、油谷陽介 稻田正輝 | 奧田陽介 佐佐木貴宏 豬口美緒 | 和氣杏未     |

### 播放單位
日本深夜動畫：下文記載的日本国内播放時間使用日本標準時間（UTC+9）表示。因為部分時間标识會採用30小时制，因此請留意这类超过24:00的时间，其實際播放時間為翌日清晨。
| 播放地區   | 播放電視台   | 播放日期                | 播放時間（UTC+9）                       | 所屬聯播網 | 備註           |
| ---------- | ------------ | ----------------------- | --------------------------------------- | ---------- | -------------- |
| 東京都     | TOKYO MX     | 2017年10月7日－12月23日 | 星期六 24時30分－25時00分（星期六深夜） | 獨立UHF局  | 不適用         |
| 栃木縣     | 栃木電視台   | 2017年10月7日－12月23日 | 星期六 24時30分－25時00分（星期六深夜） | 獨立UHF局  | 不適用         |
| 群馬縣     | 群馬電視台   | 2017年10月7日－12月23日 | 星期六 24時30分－25時00分（星期六深夜） | 獨立UHF局  | 不適用         |
| 日本全國   | BS11         | 2017年10月7日－12月23日 | 星期六 24時30分－25時00分（星期六深夜） | 衛星電視   | 『ANIME+』節目 |
| 近畿廣域圈 | 關西電視台   | 2017年10月8日－12月24日 | 星期日 25時55分－26時25分（星期日深夜） | 富士电视网 | 製作委員會參加 |
| 日本全國   | AT-X         | 2017年10月9日－12月25日 | 星期一 20時00分－20時30分               | 衛星電視   | 有重播         |
| 愛知縣     | 愛知電視台   | 2017年10月10日－        | 星期二 26時05分－26時35分（星期二深夜） | 東京電視網 | 不適用         |
| 日本全國   | d動画商城    | 2017年10月10日－        | 星期二 12時00分 更新                    | 網絡電視   | 不適用         |
| 日本全國   | Niconico動畫 | 2017年10月10日－        | 星期二 12時00分 更新                    | 網絡電視   | 不適用         |
| 日本全國   | GYAO!        | 2017年10月10日－        | 星期二 12時00分 更新                    | 網絡電視   | 不適用         |
| 日本全國   | dTV          | 2017年10月10日－        | 星期二 12時00分 更新                    | 網絡電視   | 不適用         |
| 日本全國   | 萬代頻道     | 2017年10月10日－        | 星期二 12時00分 更新                    | 網絡電視   | 不適用         |
| 日本全國   | U-NEXT       | 2017年10月10日－        | 星期二 12時00分 更新                    | 網絡電視   | 不適用         |
| 日本全國   | 亞馬遜影片   | 2017年10月10日－        | 星期二 12時00分 更新                    | 網絡電視   | 不適用         |
| 日本全國   |              | 2017年10月10日－        | 星期二 12時00分 更新                    | 網絡電視   | 不適用         |
| 日本全國   |              | 2017年10月10日－        | 星期二 12時00分 更新                    | 網絡電視   | 不適用         |
| 日本全國   |              | 2017年10月10日－        | 星期二 12時00分 更新                    | 網絡電視   | 不適用         |
| 日本全國   | Niconico直播 | 2017年10月10日－        | 星期二 23時00分－23時30分               | 網絡電視   | 不適用         |
| 日本全國   | AbemaTV      | 2017年10月10日－        | 星期二 23時30分－24時00分               | 網絡電視   | 不適用         |

| 播放地區 | 播放電視台 | 播放日期                | 播放時間（UTC+8）    | 所屬聯播網        | 備註          |
| -------- | ---------- | ----------------------- | -------------------- | ----------------- | ------------- |
| 中国大陆 | bilibili   | 2017年10月8日－12月24日 | 星期日 01時00分 更新 | 網絡電視          | 簡體中文字幕  |
| 中国大陆 | 愛奇藝     | 2017年10月8日－12月24日 | 星期日 01時00分 更新 | 網絡電視          | 簡體中文字幕  |
| 香港     | Animax     | 2018年8月2日－          | 星期四 20时00分      | 有线电视 宽带电视 | 有重播        |
| 臺灣     | Animax     | 2018年8月12日－8月23日  | 每天24:30-25:00      | 有线电视          | 有重播        |
| 臺灣     | AnimaxHD   |                         |                      | 中华电信MOD       | 含中配 有重播 |

### BD / DVD
| 卷數 | 發行日期       | 收錄話數       | 規格編號                          | 規格編號                           | 角色封面      | 歌曲           |
| 卷數 | 發行日期       | 收錄話數       | 限定版BD                          | 限定版DVD                          | 角色封面      | 歌曲           |
| ---- | -------------- | -------------- | --------------------------------- | ---------------------------------- | ------------- | -------------- |
| 1    | 2017年12月27日 | 第1話、第2話   | ANZX-12681（BD） ANZX-12682（CD） | ANZB-12681（DVD） ANZB-12682（CD） | 櫻之宮莓香    | 「」 「」      |
| 2    | 2018年1月24日  | 第3話、第4話   | ANZX-12683（BD） ANZX-12684（CD） | ANZB-12683（DVD） ANZB-12684（CD） | 日向夏帆      | 「」 「」      |
| 3    | 2018年2月28日  | 第5話、第6話   | ANZX-12685（BD） ANZX-12686（CD） | ANZB-12685（DVD） ANZB-12686（CD） | 星川麻冬      | 「」 「」      |
| 4    | 2018年3月28日  | 第7話、第8話   | ANZX-12687（BD） ANZX-12688（CD） | ANZB-12687（DVD） ANZB-12688（CD） | 天野美雨      | 「」 「」      |
| 5    | 2018年4月25日  | 第9話、第10話  | ANZX-12689（BD） ANZX-12690（CD） | ANZB-12689（DVD） ANZB-12690（CD） | 神崎日照      | 「」 「」      |
| 6    | 2018年5月30日  | 第11話、第12話 | ANZX-12691（BD） ANZX-12692（CD） | ANZB-12691（DVD） ANZB-12692（CD） | 提諾 秋月紅葉 | 「」 「」 「」 |

### 網路節目
特別節目《電視動畫「調教咖啡廳」STILE Nico直播分店營業中！》（日语：『TVアニメ「ブレンド・S」スティーレ ニコ生支店 営業中！』）於2017年8月1日開始在niconico直播上播放。
網路電台節目《調教咖啡廳電台「STILE STYLE！」》（日语：『ブレンドS・ラジオ「スティーレスタイル！」』）於2017年10月2日開始每周星期一在音泉播放，由櫻之宮莓香的聲優和氣杏未、日向夏帆的聲優鬼頭明里與星川麻冬的聲優春野杏負責主持。網路電台《調教咖啡廳電台「STILE關店中!!」》（日语：『ブレンドS・ラジオ「スティーレ閉店中!!」』）也於同日開始每月在音泉播放，由提諾的聲優前野智昭與秋月紅葉的聲優鈴木達央負責主持。

### 出版社
| 芳文社 1. 2. 3. 4. 5. 6. 7. 8. 9. | 尖端出版 1. 2. 3. 4. 5. 6. 7. 8. |

## 外部連結
- 芳文社《調教咖啡廳》 Archive.today的存檔，存档日期2017-01-03（日語）
- 電視動畫《調教咖啡廳》官方網站：日文、英文
- 電視動畫《調教咖啡廳》的X（前Twitter）（日語）
- 調教咖啡廳的Facebook專頁（美式英语）